# Supercopa eslovena de futbol
La supercopa eslovena de futbol fou una competició de futbol eslovena que enfrontava als campions de la lliga i la copa del país. Es disputà només dues temporades, entre 1994 i 1996.

## Historial
| Temporada | Campió             | Marcador  | Finalista             |
| --------- | ------------------ | --------- | --------------------- |
| 1994/95   | Olimpija Ljubljana | 2-1       | Mura Murska Sobota    |
| 1995/96   | HiT Gorica         | 3-1       | Olimpija Ljubljana    |
| 1996/06   | no disputada       |           |                       |
| 2006/07   | NK Domzale         | 2-1       | NK Koper              |
| 2007/08   | NK Domzale         | 0-0 (6-7) | Interblock Ljubljiana |
| 2008/09   | Maribor            | 3-2       | Interblock Ljubljiana |